# Élections municipales de 2026 à Limoges
Pour des articles plus généraux, voir Élections municipales françaises de 2026 et Élections municipales de 2026 dans la Haute-Vienne.
Les élections municipales de 2026 à Limoges auront lieu en mars 2026. Elles visent au renouvellement du conseil municipal et du conseil communautaire de la communauté urbaine de Limoges Métropole.

## Modalités du scrutin

### Dates
Ces élections se tiendront en mars 2026, les dates précises seront annoncées par décret au moins 3 mois avant le scrutin.

### Mode de scrutin
L'élection des conseillers municipaux et communautaires se déroule selon un scrutin de liste à deux tours avec prime majoritaire : les candidats se présentent en listes complètes avec la possibilité de deux candidats supplémentaires. Lors du vote, on ne peut faire ni adjonction, ni suppression, ni modification de l'ordre de présentation des listes. Chaque bulletin de vote comporte deux listes : une liste de candidats aux seules élections municipales et une liste de ceux également candidats au conseil communautaire.
Le nombre de sièges à pourvoir au conseil municipal de Limoges correspond à celui des communes dont la population est comprise entre 100 000 et 150 000 habitants, soit 55 sièges. Les conseillers municipaux sont élus au suffrage universel direct pour une durée de mandat de six ans. L'élection se termine au premier tour en cas de majorité absolue. Le cas échéant, un second tour a lieu. Les listes qui ont obtenu au moins 10 % des suffrages exprimés au premier tour peuvent se présenter au second. Les candidats des listes qui ont obtenu plus de 5 % des suffrages exprimés au premier tour peuvent rejoindre une autre liste.
La liste ayant obtenu le plus de voix se voit attribuer la moitié des sièges, arrondie à l'entier supérieur si nécessaire. Ainsi, la liste majoritaire obtiens automatiquement 28 sièges. Les 27 sièges restants sont attribués à la représentation proportionnelle à la plus forte moyenne aux listes ayant obtenu au moins 5 % des suffrages exprimés au second tour (ou au premier tour en cas de tour unique).

## Contexte

### Scrutin précédent
Les élections municipales de 2020 ont été marquées par une abstention massive en raison de la pandémie de Covid-19, la participation lors du 1er tour s'étant effondrée de 60 % en 2014 à 37 % en 2020.
Sur le plan local, la liste conduite par le républicain Émile Roger Lombertie, candidat à sa propre succession, soutenue par l'UDI, le MoDem et Agir renforce sa position en obtenant 4 sièges de plus qu'aux élections précédentes.
L'opposition socialiste, soutenue par le Parti communiste, Place Publique et le Parti radical de gauche, remporte les 11 derniers sièges du conseil municipal, devenant ainsi la seule force d'opposition, bien que perdant 1 siège.
Le Rassemblement national ne parvient pas à conserver ses 3 sièges, la liste n'ayant pas atteint les 10 % au 1er tour et n'ayant pas fusionné avec une autre liste pour le 2d.
C'est également le cas des listes Europe Écologie - Les Verts - Génération.s,  Mouvement radical - La République en Marche et France insoumise.

### Contexte politique local
Le contexte politique local est marqué par l'émergence de plusieurs dossiers judiciaires qui concernent des élus municipaux.
En février 2024, comme le révèle le journal Le Monde, une plainte pour harcèlement moral est déposée à l'encontre d'Émile Roger Lombertie et deux de ses adjoints, Catherine Mauguien-Sicard et Jean-Marie Lagedamont, par une ancienne collaboratrice et un cadre toujours en poste au sein de la collectivité de Limoges,. En réaction, plusieurs élus de gauche signent une tribune qui condamne toute forme de harcèlement tout en appelant au respect de la présomption d'innocence, mais plusieurs représentants de l'opposition refusent de s'associer à ce texte. Le dossier est traité par le parquet de Tulle.
En novembre 2024, un groupe politique de quatre élus se constitue au sein de la majorité, sans sortir de celle-ci. La co-existence au sein de la majorité sortante de ce groupe avec celui de l'adjoint aux finances et président de l'agglomération Guillaume Guérin attise les discussions et supputations en vue du scrutin.
En fin d'année 2024, des tensions entre mouvements de gauche semblent se faire jour également ; dans un communiqué, les écologistes reprochent aux socialistes de ne pas pousser en faveur de l'union, la co-secrétaire des Écologistes Delphine Rochet parlant même de « duplicités tactiques » de la part du PS qui aurait déjà désigné officieusement son propre candidat,.

## Candidats potentiels
En avril 2023, le maire Émile Roger Lombertie signale ne pas être à ce stade candidat à un troisième mandat, avant de nuancer cette position en juillet. En mars 2024, il affirme pouvoir se représenter si sa santé et celle de son épouse le lui permettent.
En novembre, la possible candidature du chef de file des socialistes Thierry Miguel, alors que des discussions entre mouvements de gauche ont commencé, suscite des remous au sein de ce camp. Sa désignation officielle comme chef de file des socialistes par les militants PS est effective le 27 mars 2025.
L'adjoint aux finances et président de Limoges Métropole Guillaume Guérin exprime en janvier 2025 son intérêt pour l'échéance, sans se porter candidat officiellement. En mars, Émile Roger Lombertie réitère son intérêt pour une troisième candidature, tout en remettant sa décision à l'automne, indépendamment des suites de sa mise en cause judiciaire, et signalant au passage avoir proposé à Guillaume Guérin de le remplacer dès à présent.
Le 26 mars 2025, l'adjoint centriste à l'urbanisme Vincent Léonie déclare sa candidature et présente son mouvement « Réunir ». Cette annonce, faite sans avertir E.-R. Lombertie ni G. Guérin, suscite des remous au sein de la majorité, un grand nombre d'élus réclamant le retrait de ses attributions d'adjoint. Il est ensuite annoncé qu'il ne perdra pas son statut d'adjoint, mais voit finalement ses délégations fortement réduites, ce qui est analysé par certains comme une volonté d'humiliation.
Fin avril 2025, le Parti communiste désigne son chef de file en la personne de Gilbert Bernard, conseiller sortant, qui plaide pour une union à gauche la plus large possible, incluant le Parti socialiste et la France Insoumise.
En mai, le député Damien Maudet et la militante associative Jackie Breuil sont désignés pour former un binôme de chefs de file de La France Insoumise, chargé d'entamer la réflexion sur un futur programme et des discussions avec les autres partis de gauche.

## Sondages
Tout sondage d'opinion est affecté par une marge d'erreur.
Une couleur arbitraire est associée à chaque institut de sondage ; ces couleurs sont une aide visuelle et ne correspondent pas à une tendance politique.

## Résultats
|                          |               |       |              |              |             |             |        |        |  |
| Tête de liste            | Tête de liste | Liste | Premier tour | Premier tour | Second tour | Second tour | Sièges | Sièges |  |
| Tête de liste            | Tête de liste | Liste | Voix         | %            | Voix        | %           | CM     | CC     |  |
|                          |               |       |              |              |             |             |        |        |  |
|                          |               |       |              |              |             |             |        |        |  |
|                          |               |       |              |              |             |             |        |        |  |
|                          |               |       |              |              |             |             |        |        |  |
|                          |               |       |              |              |             |             |        |        |  |
| Votes valides            |               |       |              |              |             |             |        |        |  |
| Votes blancs             |               |       |              |              |             |             |        |        |  |
| Votes nuls               |               |       |              |              |             |             |        |        |  |
| Total                    | Total         | Total |              | 100          |             | 100         | 55     | 37     |  |
| Abstention               |               |       |              |              |             |             |        |        |  |
| Inscrits / participation |               |       |              |              |             |             |        |        |  |